# Нейлія Гантер Байден
Н́ейлія Ѓантер Б́айден (англ. Neilia Hunter Biden; 28 липня 1942 року, Нью-Йорк — 18 грудня 1972 року, Гокессін, округ Нью-Касл, штат Делавер, США) — американська вчителька та перша дружина 46-го президента США Джо Байдена. Загинула в автокатастрофі в 1972 році разом з маленькою донькою Наомі; двоє її синів, Бо та Гантер, отримали серйозні травми, але вижили.

## Біографія

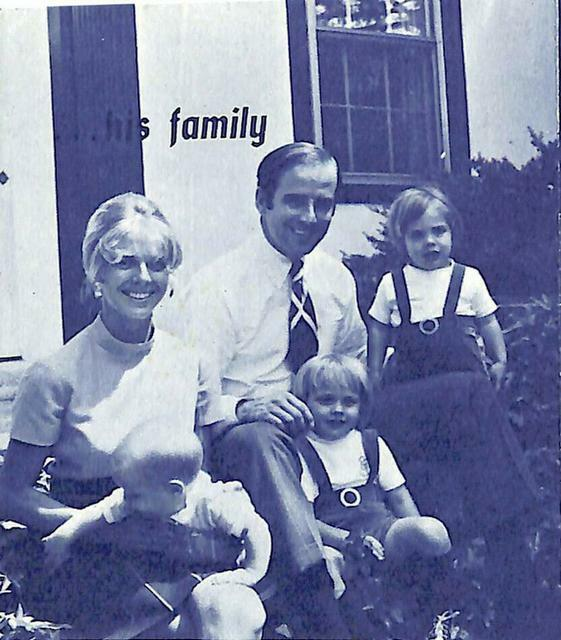
Нейлія Гантер, Джо, Гантер, Наомі Крістіна і Бо Байдени, прибл. 1972 рік

### Ранні роки
Нейлія Гантер народилась 28 липня 1942 року в Сканеателесі, Нью-Йорк, в сім'ї Луізи (до шлюбу — Базель; 1915—1993) та Роберта Гантера (1914—1991). Вчилась в школі-інтернаті в Пенсільванії. Активно брала участь в шкільному французькому клубі, хокеї, плаванні та шкільній раді. Закінчивши середню школу, вступила до Сіракузького університету (м. Сірак'юс). Після випуску працювала шкільною вчителькою в шкільному окрузі міста Сірак'юс (Сиракюз). Була родичкою члена міської ради Оберна Роберта Гантера.

### Шлюб
Гантер познайомилась з Джо Байденом в Нассау, де він проводив весняні канікули. Оскільки Байден був католиком, а сім'я Нейлії — пресвітеріанською, батько був проти її стосунків з ним, але Нейлії вдалось його переконати. Невдовзі Байден переїхав у Сіракузи та вступив на юридичний факультет. Пара одружилась 27 серпня 1966 року. Після весілля переїхала з чоловіком у Вілмінгтон, де Байден був членом ради округа Нью-Касл. В шлюбі народила трьох дітей: Джозефа Робінетта «Бо», Роберта Гантера та Наомі «Емі» Крістіну. Коли Джо Байден проводив кампанію по усуненню сенатора США від Делавера Дж. Калеба Боггса, газета «The News Journal» назвала Гантер «мозком» його кампанії.

### Смерть
18 грудня 1972 року, незабаром після того, як Байден став сенатором США, Гантер поїхала з дітьми купувати різдвяну ялинку. Вона прямувала на захід від Веллі-Роуд в Гокессіні, коли на перехресті з Делавер-Роуд 7 її автомобіль зіткнувся з вантажівкою з причепом. Поліція визначила, що Гантер, можливо виїжджаючи на перехрестя, не помітила вантажівку, що наближалась. Слідство показало, що провини водія вантажівки в ДТП не було, він був тверезим і відразу надав допомогу потерпілим. Гантер та її трьох дітей доставили до лікарні Вілмінгтона.
Нейлія та Наомі померли після прибуття, сини вижили, отримавши серйозні травми. Після трагедії Байден спочатку вирішив не займати місце в Сенаті, але колеги по партії переконали його продовжити політичну кар'єру. Байден прийняв присягу в Сенат в лікарні, де лікувались його сини.
Виступаючи на церемонії відкриття в Єльському університеті в 2015 році, Байден розповів про свою дружину: «Через шість тижнів після мого обрання весь мій світ змінився назавжди. Поки я наймав співробітників в Вашингтоні, я отримав телефонний дзвінок, мені сказали, що моя дружина та діти їздили за різдвяними покупками, тракторний причіп зіткнувся з ними, вбив мою дружину та доньку. Вони не були впевнені, що мої сини виживуть».

## Спадщина
В честь Нейлії Гантер названо парк в передмісті міста Вілмінгтон округу Нью-Касл, штату Делавер.
Коледж Каюга в Оберні, де батько Гантер працював багато років, щорічно присуджує премію «Нейлії Гантер Байден» двом випускникам: одну з журналістики, другу з англійської літератури. Серед перших переможців був Уільям (Білл) Фултон, який пізніше був мером міста Вентури, Каліфорнія. 

## Додаткова література
- Biden, J. Promises to Keep: On Life and Politics. Random House Publishing Group, 2007. ISBN 1588366650, 9781588366658
- Uschan, Michael V. Joe Biden (People in the News). Detroit: Lucent Books, 2010. ISBN 1420502603, 9781420502602